# Blaudeix
Blaudeix korábbi község Franciaország Új-Aquitania régiójában, Creuse megyében. 2025. január 1-jén Parsac-Rimondeix  községgel egyesült és az így létrejött Parsac új község része lett.
Lakosainak száma 110 fő (2022. január 1.).

## Népesség
A település népességének változása:
| Lakosok száma | 145  | 105  | 104  | 109  | 105  | 99   | 99   | 105  | 106  | 110  |
|               | 1968 | 1982 | 1990 | 2006 | 2013 | 2015 | 2017 | 2019 | 2020 | 2022 |